# 최동엽
최동엽(1962년 9월 8일 ~ )은 대한민국의 배우다.

## 연기 활동

### 드라마
- 2008년 tvN 《쩐의 전쟁 - THE ORIGINAL》
- 2009년 KBS2 대하드라마 《천추태후》 ... 고려 귀족 역
- 2010년 KBS1 특별기획 역사드라마 《명가》
- 2010년 KBS1 특별기획 드라마 《전우》 ... 헌병 장교 역
- 2010년 MBC 주말 특별기획 《욕망의 불꽃》
- 2010년 KBS1 대하드라마 《근초고왕》 ... 단범회 병사 역
- 2010년 KBS2 아침드라마 《두근두근 달콤》
- 2010년 KBS1 대하드라마 《광개토태왕》 ... 주포 역
- 2011년 OCN 금요드라마 《신의 퀴즈 2》 ... 신 사장 역
- 2012년 MBC 주말 특별기획 《메이퀸》
- 2012년 KBS1 대하드라마 《대왕의 꿈》 ... 의직 역
- 2014년 KBS2 저녁일일드라마 《천상여자》 ... 김 실장 역
- 2014년 KBS1 대하드라마 《정도전》 ... 김 내관 역
- 2014년 tvN 금요드라마 《꽃할배 수사대》 ... 영화감독 역
- 2015년 KBS2 TV소설 《그래도 푸르른 날에》 ... 서병진 역
- 2016년 KBS1 대하드라마 《장영실》
- 2022년 KBS1 대하드라마 《태종 이방원》 ... 맹사성 역

### 영화
- 2012년 《철가방 우수씨》 ... 부지점장 역